# Montage en pont
Un montage en pont est un montage électrique comportant 4 dipôles câblés entre 4 nœuds A, B, C et D. Entre A et C on applique la tension d'entrée, la tension de sortie est alors la tension entre B et D.

## Électrocinétique

### Applications
- pont de diodes
- pont de Maxwell
- pont de Schering
- pont de Wheatstone
- pont de Wien

Le montage en pont est très fréquemment utilisé en mesure (pont de jauges, pont de mesure). Deux des dipôles placés entre A et B et entre C et D sont des dipôles dont les caractéristiques dépendent de la grandeur physique à mesurer : jauges de contrainte ou résistance de platine. les deux autres sont des résistances constantes. Ce montage permet d'obtenir une tension en sortie proportionnelle à la tension d'entrée et à la grandeur physique que l'on souhaite mesurer. La sortie de ce montage est généralement connectée à un montage amplificateur suiveur afin que l'appareil de mesure ne perturbe pas le montage.

## Électronique
Le montage en pont est utilisé dans le monde des amplificateurs audio.
Il permet théoriquement d'atteindre le quadruplement de la puissance de sortie.
L'objectif de ce type de montage très répandu (également appelé bridge) est d'obtenir une puissance élevée à partir de deux petits amplificateurs, alimentés par une tension réduite et ceci aux dépens de la consommation et de la chaleur dégagée.

### Principe de base
À partir d'une voie (gauche ou droite), appliquer le signal à 0° à l'un des amplificateurs ainsi qu'à 180° (opposition de phase) sur le second amplificateur.

Par la suite il suffit de relier le haut parleur aux sorties hautes de chacun des amplificateurs puis de shunter les deux masses entre elles.

### Prérequis
- éviter tout déséquilibre en utilisant des amplificateurs de même type.
- les amplificateurs doivent être en mesure de faire face au doublement de leur puissance de sortie.
- dans certains cas, il est nécessaire d'intercaler un condensateur à chaque sortie des amplificateurs, tout dépend de l'équilibrage de l'ensemble.